# Lizardo García
Lizardo García Sorroza (Guayaquil, 26 aprile 1844 – 29 maggio 1927) è stato un politico ecuadoriano.
È stato Presidente dell'Ecuador dal 1º settembre 1905 al 15 gennaio 1906. Nel corso della sua carriera politica, è stato anche Vicepresidente del Senato, senatore per la Provincia del Guayas e Ministro degli Affari economici.